# Osbert Guy Stanhope Crawford

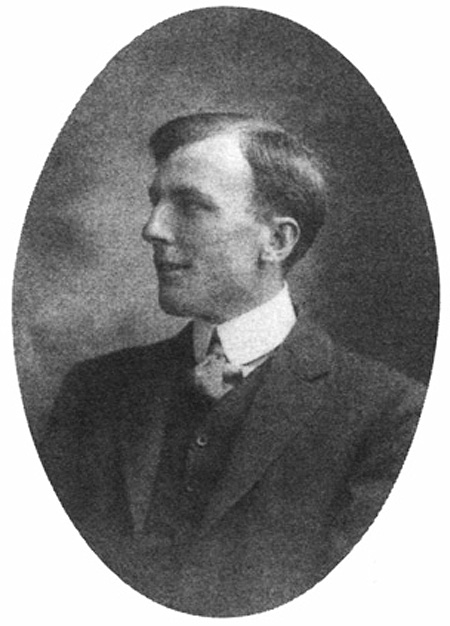
O.G.S. Crawford, 1912.

Osbert Guy Stanhope Crawford (ur. 28 października 1886 w Bombaju, zm. 28 listopada 1957) – brytyjski archeolog, pionier archeologii lotniczej.
Crawford studiował w Oksfordzie nauki humanistyczne i geografię. Za początek jego profesjonalnej kariery archeologicznej uznaje się jego udział w latach 1913–1914 w wykopaliskach archeologicznych w Jebel Moya w Sudanie, kierowanych przez Henry Wellcome’a, który dokumentował swoje odkrycia fotografiami z latawców.
Kolejną inspiracją do zainteresowania archeologią lotniczą stała się dla Crawforda służba wojskowa w czasach pierwszej wojny światowej, kiedy to w latach 1915–1916 służył w sekcji przygotowującej i aktualizującej mapy, przy wykorzystaniu między innymi fotografii lotniczych, a w latach 1917–1918 był latającym obserwatorem pozycji niemieckich we Francji i Niemczech. W 1918 r. jego samolot został zestrzelony, a Crawford dostał się do niewoli niemieckiej.
Po wojnie w 1920 objął stanowisko archeologa w urzędzie kartograficznym, gdzie w 1922 r. trafiły w jego ręce wykonane w czasie rutynowych ćwiczeń wojskowych zdjęcia lotnicze, na których zaobserwował systemy starożytnych pól z różnych okresów, co stało się dla niego podstawą do referatu Rekonesans lotniczy i archeologia wygłoszonego w Królewskim Towarzystwie Geograficznym 12 marca 1923 r. i opublikowanego w tymże roku. Moment ten uważa się obecnie powszechnie za początek naukowej metody archeologii lotniczej.
Wkrótce Crawford uzyskał możliwość odbycia lotów rekonesansowych dzięki wsparciu finansowemu ze strony Alexandra Keilera. W wyniku tych lotów, które miały miejsce w maju i czerwcu 1924 r., powstała wspólna książka obu autorów, zatytułowana Wessex from the air, opublikowana w roku 1928, uważana za pierwszą w historii książkę poświęconą zdjęciom lotniczym w archeologii. Niedługo później (1929) Crawford opublikował pierwszy podręcznik interpretacji zdjęć lotniczych dla potrzeb archeologii: Air-photography for archaeologists.
Ogromną zasługą Crawforda było również propagowanie archeologii lotniczej: w roku 1927 założył czasopismo „Antiquity”, na łamach którego publikował liczne publikacje dotyczące wykorzystywania zdjęć lotniczych w archeologii. Działalność Crawforda zaowocowała w Anglii wielkim zainteresowaniem archeologią lotniczą i pojawieniem się wielu archeologów lotniczych, wywodzących się zarówno ze środowiska naukowego, jak i amatorskiego, takich jak np. Gilbert Insall, George Allen, Derrick Riley, John St Joseph, a współcześnie cała plejada fotografów i interpretatorów zdjęć lotniczych skupionych w organizacji Aerial Archaeology Research Group.